# Sor Khaki
Sor Khaki är ett saltträsk i Kazakstan. Det ligger i den västra delen av landet, 1 700 km väster om huvudstaden Astana.